# Pouteria cinnamomea
Pouteria cinnamomea là một loài thực vật thuộc họ Sapotaceae. Đây là loài đặc hữu của Peru.